# Episodi de La vita segreta di una teenager americana (terza stagione)
La terza stagione della serie televisiva La vita segreta di una teenager americana è stata trasmessa in prima visione negli Stati Uniti dal 7 giugno 2010 al 6 giugno 2011 con un episodio settimanale sul canale ABC Family, ed eccezionalmente con un doppio episodio il 30 maggio 2011. La stagione è composta da ventisei episodi ed è stata divisa in due parti, una di quattordici episodi trasmessa dal 7 giugno al 6 settembre 2010, e una di dodici episodi trasmessa dal 28 marzo al 6 giugno 2011.
Inoltre la stagione è andata in onda per la prima volta in Italia, sul canale satellitare Fox, dal 16 novembre 2010 al 17 novembre 2011; la prima parte è andata in onda dal 16 novembre 2010 all'8 febbraio 2011, la seconda parte invece è andata in onda dal 22 settembre al 17 novembre 2011.
In chiaro la stagione è stata trasmessa per la prima volta su MTV dal 14 novembre 2011 al 1º gennaio 2013, sempre divisa in due parti (ep.1-14 & ep. 15-26).
| nº            | Titolo originale                 | Titolo italiano               | Prima TV USA     | Prima TV Italia   |
| Prima parte   | Prima parte                      | Prima parte                   | Prima parte      | Prima parte       |
| ------------- | -------------------------------- | ----------------------------- | ---------------- | ----------------- |
| 1             | Do Over                          | Ricominciare                  | 7 giugno 2010    | 16 novembre 2010  |
| 2             | Accentuate the Positive          | Una famiglia quasi felice     | 14 giugno 2010   | 23 novembre 2010  |
| 3             | Get Out of Town                  | Il dilemma di Adrian          | 21 giugno 2010   | 30 novembre 2010  |
| 4             | Goodbye, Amy Juergens            | Arrivederci, Amy Juergens     | 28 giugno 2010   | 7 dicembre 2010   |
| 5             | Which Way Did She Go             | Chiacchiere di corridoio      | 5 luglio 2010    | 14 dicembre 2010  |
| 6             | She Went That A'way              | Una decisione importante      | 12 luglio 2010   | 21 dicembre 2010  |
| 7             | New York, New York               | New York, New York            | 19 luglio 2010   | 28 dicembre 2010  |
| 8             | The Sounds of Silence            | Una nuova amicizia            | 26 luglio 2010   | 4 gennaio 2011    |
| 9             | Chicken Little                   | Doppio appuntamento           | 2 agosto 2010    | 4 gennaio 2011    |
| 10            | My Girlfriend's Back             | Rivoglio la mia ragazza       | 9 agosto 2010    | 11 gennaio 2011   |
| 11            | Lady Liberty                     | Il piano per farli ingelosire | 16 agosto 2010   | 18 gennaio 2011   |
| 12            | Sweet and Sour                   | Gioie e dolori                | 23 agosto 2010   | 25 gennaio 2011   |
| 13            | Up All Night                     | Una notte insonne             | 30 agosto 2010   | 1º febbraio 2011  |
| 14            | Rules and Engagement             | Prove di fidanzamento         | 6 settembre 2010 | 8 febbraio 2011   |
| Seconda parte |                                  |                               |                  |                   |
| 15            | Who Do You Trust                 | Di chi ti fidi?               | 28 marzo 2011    | 22 settembre 2011 |
| 16            | Mirrors                          | Specchi                       | 4 aprile 2011    | 29 settembre 2011 |
| 17            | Guess Who's Not Coming to Dinner | Proposta di matrimonio        | 11 aprile 2011   | 6 ottobre 2011    |
| 18            | Another Proposal                 | Una cerimonia ingombrante     | 18 aprile 2011   | 13 ottobre 2011   |
| 19            | Deeper and Deeper                | Sempre più in profondità      | 25 aprile 2011   | 20 ottobre 2011   |
| 20            | Moving In and Out                | Una scelta difficile          | 2 maggio 2011    | 27 ottobre 2011   |
| 21            | Young at Heart                   | Tu sei il mio destino         | 9 maggio 2011    | 27 ottobre 2011   |
| 22            | Loose Lips                       | Una parola di troppo          | 16 maggio 2011   | 3 novembre 2011   |
| 23            | Round 2                          | Secondo round                 | 23 maggio 2011   | 3 novembre 2011   |
| 24            | It's Not Over Till It's Over     | Verso il futuro               | 30 maggio 2011   | 10 novembre 2011  |
| 25            | To Be...                         | Essere...                     | 30 maggio 2011   | 10 novembre 2011  |
| 26            | ...Or Not To Be                  | ... o non essere              | 6 giugno 2011    | 17 novembre 2011  |

## Ricominciare
- Titolo originale: Do Over
- Diretto da: Keith Truesdell
- Scritto da: Brenda Hampton

### Trama
Dopo il matrimonio dei signori Boykewick e dei genitori di Adrian, Ben incontra la stessa a scuola che lo rassicura dicendole che non è incinta, e che si è trattato di un falso allarme. Adrian dice lo stesso a Grace pregandola di non dire a nessuno che pensava di essere incinta; la ragazza rassicura anche Ashley. Intanto Amy si confida con Lauren e Madison delle sue preoccupazioni circa la relazione con Ben che si trova in fase di stallo, ma Madison non vuole il confronto e Ben evita Amy.
Grazie al "falso allarme" di Adrian, George accompagna Ashley dal pediatra per far prescrivere alla ragazza la pillola anticoncezionale senza prima aver sentito il parere di Anne, alla quale raccontano una bugia.
Grace invece va a trovare Ben per invitarlo a fare un giro con l'auto nuova. Il ragazzo però è preoccupato che Adrian gli abbia raccontato una bugia circa il falso allarme così declina l'invito e va a trovare Adrian che continua a dirgli che non ci sono problemi, e che anche qualora ci fosse stato un problema non sarebbe stato un problema suo.
Jack dice a Madison di amarla, ma la ragazza non reagisce come previsto e gli chiede un regalo come pegno d'amore. Grace è triste perché non ha nessuno a cui far fare un giro in auto, e racconta a sua madre che Adrian aveva un ritardo e che aveva paura di essere incinta.
Inoltre i genitori di Jack gli comunicano che si trasferiranno altrove e che lui dovrà trovare qualche amico che possa ospitarlo per l'ultimo anno di liceo, altrimenti il padre sarà costretto a rifiutare il nuovo lavoro. Il ragazzo chiede ospitalità a Madison, ma suo padre non è d'accordo.
Ricky accompagna Ben a parlare con Amy che si baciano e tornano insieme.
Anne invita Ashley a dire la verità: interviene anche Amy nella discussione e si scopre che anche quest'ultima prende la pillola.

## Una famiglia quasi felice
- Titolo originale: Accentuate the Positive
- Diretto da: Gail Bradley
- Scritto da: Brenda Hampton e Jeffrey Rodgers

### Trama
Alice cerca di convincere Ben ad accertarsi che Adrian gli abbia detto la verità, ma il ragazzo è troppo preso dal primo appuntamento con Amy. Adrian comincia ad avere le prime nausee mattutine: in suo soccorso arriva Ashley passata a chiederle un passaggio in auto per la scuola. Ashley si accorge che Adrian ha vomitato e rimane a farle compagnia tutta la mattina saltando la scuola.
Jack chiede a Ricky di ospitarlo, ma Ricky dice che non può.
Il consulente scolastico convoca Amy per dirle che ha vinto uno stage per musicisti a New York per un mese durante l'estate, ma non crede di poterci andare a causa di John e della sua nuova storia con Ben. Intanto si accorda con quest'ultimo per uscire a cena insieme.
Grace è sconvolta perché Ben le ha detto che ha ripreso ad uscire con Amy. Mentre parlano arriva Jack che chiede anche a loro di essere ospitato durante l'ultimo anno scolastico.
Intanto Ricky va a trovare Adrian e le chiede se è incinta e lei lo ammette; dopo va al lavoro e lo dice anche a Ben che però non vuole crederci.
A casa Juergens, George cerca di organizzare una cena in famiglia per ricominciare a cenare insieme: ma quando Anne dice ad Ashley di aver saputo che ha saltato la scuola e che sarà libera per il futuro di decidere se andare o meno a scuola, George si arrabbia. Amy si arrabbia ancora di più quando scopre di non poter uscire a cena ed è costretta a invitare Ben a casa sua: la situazione è un po' fredda a cena ed Amy si sente in imbarazzo. Quando Amy e Ben si salutano Amy capisce che Ben le nasconde qualcosa perché le sembra strano, restata sola con la sorella le dice dello stage a New York, ma la ragazzina non sembra capire che Amy non sente di poter partire e lasciare John.
Grace comincia a capire che Adrian le ha mentito e teme che possa abortire.
Una volta tornato a casa, Ben trova suo padre Leo in camera sua e si confida con lui, dicendogli che Adrian è incinta.

## Il dilemma di Adrian
- Titolo originale: Get Out of Town
- Diretto da: Keith Truesdell
- Scritto da: Brenda Hampton

### Trama
Leo è sconvolto: Betty non sembra capire il dilemma che li affligge. Il padre però è deluso dal comportamento di Ben che non vuole essere coinvolto dalla decisione di Adrian. Leo vuole che il ragazzo parli con Adrian per sapere cosa vuole fare.
Adrian chiama sua madre per sapere quando tornerà a casa, preoccupando la donna. Ben segue il consiglio del padre e chiama Adrian che però non vuole saperne di affrontarlo.
Ashley cerca di convincere Ricky a far partire Amy per New York, così Amy non saprà della gravidanza di Adrian. Allora Ashley lo dice ai genitori chiedendoli di convincere Amy a farla partire.
Grace parla con il suo nuovo patrigno della situazione di Adrian che le dice di rimanerne fuori perché non sono cose che la riguardano. Tom sente la notizia e crede di poter intervenire per farsi sposare da Adrian.
Ben incontra Adrian a scuola, lei non vuole parlare, le chiede solo di fare in modo che Grace non si intrometta nelle sue decisioni.
Amy viene convocata dal consigliere scolastico che le dice di partire e cerca di convincerla, comunicandole che la partenza è fissata per il giorno seguente. Allora chiede a tutti i suoi amici un parere e sono tutti d'accordo: deve partire.
Leo incontra il padre di Adrian e gli dice che la figlia è incinta: tornato a casa l'uomo cerca di incoraggiare la figlia a confidarsi, ma questo non avviene. Al ritorno di sua moglie Cindy, lui le spiega quale sia la situazione.
Ben è sconvolto perché Amy parte il giorno seguente e lui non ha il tempo di dirle la verità. Ricky decide di trasferirsi a casa di Amy per tutto il periodo in cui lei non ci sarà.

## Arrivederci, Amy Juergens
- Titolo originale: Goodbye, Amy Juergens
- Diretto da: Anson Williams
- Scritto da: Brenda Hampton ed Elaine Arata

### Trama
Ben va a trovare Ricky perché non sa cosa fare con Adrian, ma scopre che lui era con Zoe.
Cindy sveglia Adrian e le parla: e le racconta cosa sia successo quando ha scoperto di essere incinta, e fa capire alla figlia che lei preferirebbe che abortisse.
Lauren informa Madison che Jack potrebbe stare a casa sua durante le vacanze, ma Madison non è d'accordo. Jack chiede al suo allenatore di ospitarlo ma anche quest'ultimo non può ospitarlo.
I signori Juergens discutono della partenza della figlia, e il padre è particolarmente preoccupato. Ashley è particolarmente contenta che Ricky si trasferisca a casa sua.
Intanto Ben accompagna Amy all'aeroporto, ma non riesce a dirle la verità.
Tom decide di trasferirsi nella casa degli ospiti perché vuole sposarsi. Jack gli chiede di ospitarlo.
Ruben e Cindy non sono d'accordo su come affrontare la situazione: Ruben non è d'accordo con l'aborto e i due si scontrano.
Amy a New York scopre che vivrà in un appartamento privato ed è eccitata dalla situazione, ma questo comportamento agita suo padre.
Ruben intanto parla con Adrian, e le dice che se deciderà di abortire la loro famiglia non potrà durare. Intanto arriva Tom che chiede a Adrian se vuole sposarlo, ma la ragazza rifiuta la proposta.

## Chiacchiere di corridoio
- Titolo originale: Which Way Did She Go
- Diretto da: Keith Truesdell
- Scritto da: Brenda Hampton

### Trama
A New York, Amy è alle prese con la vita da adulta. A scuola invece, pensano che lei sia partita per nascondere una seconda gravidanza. Nel frattempo, Ashley cerca di attirare l'attenzione di Ricky: i due si incavolano quando sentono le voci che girano a scuola su Amy. Adrian approfitta invece di queste chiacchiere per distogliere da sé l'attenzione.
Adrian comunica a Ben di voler abortire il giorno seguente e Lauren e Madison si lasciano sfuggire con Alice e Henry della gravidanza di Adrian.
Ben cerca conforto in Ricky, ma ancora non sa quale sia la cosa migliore.
Intanto, Tom continua a cercare un lavoro nella speranza di sposare Adrian: sostiene un colloquio in Tribunale come messo, ma gli richiedono un ulteriore esame del sangue: allo stesso tempo Jack comincia a vivere in casa con Tom senza il consenso di sua madre. Non essendoci niente in casa da mangiare, Jack scongela dei biscotti e li mangia insieme a Tom senza sapere che erano fatti con la Marijuana a causa dei quali gli esami del sangue saranno positivi alle droghe e Tom non avrà il lavoro.
Ben si offre di accompagnare Adrian alla clinica, ma la ragazza rinuncia, ma sente i suoi genitori litigare per la decisione presa.
Lasciati soli, Ashley e Ricky si lasciano andare ad un appassionato bacio, ma Ricky appare subito pentito.
Dopo la lite, Cindy trova una lettera di Adrian che dice che sarebbe tornata l'indomani perché non sopportava la lite tra i genitori.
Leo chiama Ruben e lo informa che Adrian è a casa sua e lo tranquillizza: la ragazza ha cercato il conforto di Ben.
Intanto Amy comincia ad abituarsi alla vita di New York: scopre però che lo stage è riservato alle giovani madri.
Madison confessa a Jack di averlo seguito e di averlo aspettato vicino all'auto per ore: lui le confessa di vivere con Tom nella casa degli ospiti. Grace scopre che Jack vive con Tom all'insaputa di sua madre nella dépendance.
Ben parla con Alice e Henry della gravidanza: i ragazzi gli consigliano di essere al fianco di Adrian in un momento così difficile. Ruben continua a non essere d'accordo con la scelta della figlia, ma le dà comunque il suo appoggio.

## Una decisione importante
- Titolo originale: She Went That Away
- Diretto da: Lindsley Parsons III
- Scritto da: Brenda Hampton e Paul Perlove

### Trama
Mentre Adrian aspetta il suo turno in clinica arriva la mamma di Ricky che la riconosce: la ragazza le racconta il motivo per il quale si trova lì, e la donna cerca di darle conforto: la ragazza però le dice di non essere sicura di voler abortire.
Ben raggiunge Adrian per darle conforto: la ragazza le dice di non voler più abortire e Ben le dà il suo appoggio. Adrian dice ad Ashley di voler tenere il bambino, la quale lo dice a Ricky. La ragazza informa anche i suoi genitori della decisione di Adrian: per questo motivo quando Amy cerca di parlare con qualcuno della sua famiglia nessuno le risponde perché non sanno come dirle dell'accaduto.
Ben e Adrian poi vanno da Grace e le comunicano di voler tenere il bambino: Grace si dimostra molto contenta per la loro decisione.
Intanto Madison è arrabbiata con Jack perché il ragazzo vive vicino a casa di Grace: mentre parlano arriva Ben, e Madison scopre della decisione di Adrian e si preoccupa per Amy.
George va a trovare Ruben per dargli conforto, ma in casa c'è solo Cindy e cerca di consolarla. Ruben è invece da Leo: Ben e Adrian vanno a cercarlo e gli comunicano la notizia. Ruben ne è molto contento, Leo è preoccupato per la situazione.
George e Anne sono preoccupati per come Amy prenderà la notizia e vorrebbero che per il momento nessuno le dicesse dell'accaduto.
Ben cerca conforto in Henry e Alice.

## New York, New York
- Titolo originale: New York, New York
- Diretto da: Keith Truesdell
- Scritto da: Brenda Hampton

### Trama
Ricky e Ashley parlano del loro bacio. Ashley è arrabbiata perché il ragazzo le dice bugie: la conversazione è ascoltata dai genitori della ragazza che sono preoccupati per la situazione.
Grace, Madison e Ben si ritrovano per la seduta della "sedia vuota" per fare in modo che Ben parli con sua madre e affronti la situazione.
Intanto Nora, la madre biologica di Ricky, va a trovarlo: ha violato la libertà vigilata e deve tornare in carcere, ma prima di andare voleva passare un po' di tempo con il figlio.
Leo vuole che Ben parli con Amy prima che glielo dica qualcun altro: decide quindi che lo avrebbe accompagnato lui di persona a New York per parlarle di persona, ma il ragazzo non vorrebbe andare.
George parla con Ashley di Ricky e le chiede di stare lontana dal ragazzo.
Ben va da Ricky e anche quest'ultimo gli dice di chiamare Amy e dirle tutto.
Adrian è molto più tranquilla adesso che sa cosa vuole fare e non vuole tenere nascosta la cosa.
Ricky, quando torna al lavoro, scopre che sua madre è stata provvisoriamente assunta nella macelleria. Alla fine della giornata il ragazzo accompagna la madre alla centrale di polizia.
Tom intanto è disperato perché non ha superato il test anti-droga: e Kathleen scopre non solo che Jack vive con Tom, ma che hanno mangiato insieme i biscotti drogati. Alla fine però acconsente che il ragazzo faccia compagnia a Tom.
Ben e Leo arrivano a New York: Ben si è preparato un discorso per parlare con Amy, ma quando la ragazza arriva non riesce a dirle altro che "Adrian è incinta e il bambino è mio". Amy, sconvolta per la notizia, va via senza dargli il tempo di dire altro. 

## Una nuova amicizia
- Titolo originale: The Sounds of Silence
- Diretto da: Anson Williams
- Scritto da: Brenda Hampton e Jeffrey Rodgers

### Trama
Amy non vuole parlare con nessuno dopo aver saputo la notizia della gravidanza di Adrian da Ben. Ann e George sono preoccupati per lei così come Ricky che, parlando con Ashley, dice che dopo John Amy è la persona a cui tiene di più. Ingelosita da questa affermazione, Ashley si vendica e per ripicca chiama Amy, rivelandole del bacio tra lei e Ricky e fingendosi dispiaciuta.

## Doppio appuntamento
- Titolo originale: Chicken Little
- Diretto da: Keith Truesdell
- Scritto da: Brenda Hampton

### Trama
Grace dà una mano a un ragazzo con le idee confuse sulla sua identità sessuale. Ashley è combattuta fra i sentimenti per Grant e quelli per Ricky e cerca di soffocare i suoi sentimenti per Ricky. Adrian e Ben rimangono scioccati da una proposta dei loro genitori, mentre George e Anne stanno riflettendo su un possibile cambiamento per le loro vite.

## Rivoglio la mia ragazza
- Titolo originale: My Girlfriend's Back
- Diretto da: Anson Williams
- Scritto da: Brenda Hampton ed Elaine Arata

### Trama
Ricky va a trovare Amy a New York, mentre Ben e Adrian vedono la loro prima ecografia del bambino. Grace continua a intensificare la sua relazione con Grant.

## Il piano per farli ingelosire
- Titolo originale: Lady Liberty
- Diretto da: Keith Truesdell
- Scritto da: Brenda Hampton

### Trama
Ben e Adrian stanno riflettendo su un possibile fidanzamento, ma entrambi hanno in mente Ricky ed Amy. I genitori di quest'ultima le comunica che hanno intenzione di risposarsi. Mentre si trova a New York, le mamme delle amiche di Amy la portano in giro per la città per il suo compleanno.

## Gioie e dolori
- Titolo originale: Sweet and Sour
- Diretto da: Anson Williams
- Scritto da: Brenda Hampton e Paul Perlove

### Trama
Amy chiama Ricky per fargli sapere che è arrabbiata perché tutti, compresi i suoi genitori, hanno dimenticato il suo compleanno. Nel frattempo, Adrian ha un'emergenza medica riguardo alla sua gravidanza, il che porta ad alcuni problemi con Ben, mentre il rapporto di Grace con Grant si surriscalda. Il padre di Madison scopre alcune informazioni inquietanti sulla vita sessuale di sua figlia con Jack, e mentre Leo si arrabbia con Ben, ottiene una prospettiva sul proprio matrimonio.

## Una notte insonne
- Titolo originale: Up All Night
- Diretto da: Anson Williams
- Scritto da: Brenda Hampton

### Trama
Amy si chiede se Ricky è pronto per una relazione seria. Jack vuole tenere Grant lontano da Grace a tutti i costi. Ben continua a sostenere moralmente Adrian. Anne scopre che Amy ha abbandonato il programma di musica.

## Prove di fidanzamento
- Titolo originale: Rules of Engagement
- Diretto da: Keith Truesdell
- Scritto da: Brenda Hampton

### Trama
Ashley cerca di persuadere Ricky a fare sesso con lei e Amy prende posizione contro le sue azioni. Anne si chiede se George voglia davvero sposarsi, contrariamente alle sue affermazioni originali, e suggerisce che finalmente staranno bene senza ferire i loro figli. Altrove, Adrian crede che Ricky stia solo usando Amy per fare sesso e Grace si chiede se Adrian stia considerando il matrimonio. Nel frattempo, Amy esce con Ricky, mentre Grace e Grant si preparano per il campeggio.

## Di chi ti fidi?
- Titolo originale: Who Do You Trust
- Diretto da: Keith Truesdell
- Scritto da: Brenda Hampton

### Trama
Amy vuole che Ricky si esamini per svariate malattie a trasmissione sessuale, perché sta considerando di avere rapporti con lui. Il sesso del bambino di Ben e Adrian è svelato.

## Specchi
- Titolo originale: Mirrors
- Diretto da: Anson Williams
- Scritto da: Brenda Hampton e Jeffrey Rodgers

### Trama
Jesse prende alcune decisioni sulla relazione sua e di Lauren, ora che è diretto al college. Madison si interessa a un nuovo ragazzo... il suo capo che ha circa 20 anni. Grant dice a Grace che vuole che faccia dei test per le malattie sessualmente trasmissibili prima di prendere in considerazione l'idea di fare sesso.

## Proposta di matrimonio
- Titolo originale: Guess Who's Not Coming to Dinner
- Diretto da: Gail Bradley
- Scritto da: Brenda Hampton

### Trama
Ricky scopre che sua madre sta uscendo con una donna, lo studio a casa di Ashley non sta andando molto bene e Ben fa una domanda a Ruben e Cindy.

## Una cerimonia ingombrante
- Titolo originale: Another Proposal
- Diretto da: Anson Williams
- Scritto da: Brenda Hampton e Elaine Arata

### Trama
Amy e Ricky si sentono sotto pressione ora che Ben ha proposto ad Adrian di sposarlo. Ben vorrebbe un matrimonio più semplice e la madre di Lauren sta avendo problemi con suo marito.

## Sempre più in profondità
- Titolo originale: Deeper and Deeper
- Diretto da: Keith Truesdell
- Scritto da: Brenda Hampton

### Trama
Ashley comincia a prendere ripetizioni a casa. Ben e Adrian cercano un posto dove andare a vivere. Grace è preoccupata sul futuro della sua storia con Grant. Jack e Madison si prendono una pausa dai rapporti intimi, mentre Lauren ha una cotta per un nuovo ragazzo.

## Una scelta difficile
- Titolo originale: Moving in and Out
- Diretto da: Anson Williams
- Scritto da: Brenda Hampton e Paul Perlove

### Trama
Nessuno è contento del piano di Amy di trasferirsi da Ricky, incluso quest'ultimo. Leo lo incoraggia a pensare all'università, mentre Anne accusa Amy di affrettare le cose con Ricky per essere in competizione con Ben e Adrian. Madison è mortificata dalla decisione di Jack di non avere più rapporti con lei, mentre Grace chiede il permesso a sua madre di dormire a casa di Grant.

## Tu sei il mio destino
- Titolo originale: Young at Heart
- Diretto da: Keith Truesdell
- Scritto da: Brenda Hampton

### Trama
Grace e Adrian vanno a fare shopping per l'abito da sposa, mentre Amy viene 'incastrata' ad organizzare una festa per il bambino di Adrian. Grace e Grant cominciano ad avere dei problemi di coppia.

## Una parola di troppo
- Titolo originale: Loose Lips
- Diretto da: Anson Williams
- Scritto da: Brenda Hampton e Jeffrey Rodgers

### Trama
Tutta la città è praticamente in rivolta per via della festa dedicata al bambino di Adrian.

## Secondo round
- Titolo originale: Round II
- Diretto da: Lindsley Parsons III
- Scritto da: Brenda Hampton

### Trama
Adrian finalmente partecipa alla festa organizzata per il suo futuro figlio. Lauren, Madison, Amy e Grace fanno parte degli invitati. Ricky scopre che Leo sta avendo dei problemi legati allo stress.

## Verso il futuro
- Titolo originale: It's Not Over Till It's Over
- Diretto da: Anson Williams
- Scritto da: Brenda Hampton ed Elaine Arata

### Trama
Adrian pianifica il suo ritorno a scuola una settimana dopo la nascita del bambino, in modo da non perdere l'anno scolastico e partecipare alla cerimonia del diploma. Ricky si rende conto che corteggiare Amy potrebbe essere molto più produttivo che farle pressioni per avere rapporti intimi.

## Essere...
- Titolo originale: To Be...
- Diretto da: Gail Bradley
- Scritto da: Brenda Hampton

### Trama
Amy è frustrata dal fatto che Ricky è il tipo di ragazzo che non pensa al matrimonio. Arriva il giorno del matrimonio di Ben ed Adrian che si tiene a scuola.

## ... o non essere
- Titolo originale: ... or Not to Be
- Diretto da: Anson Williams
- Scritto da: Brenda Hampton

### Trama
Adrian e Ben si preparano per l'imminente arrivo della loro figlia. Quando Adrian ha delle contrazioni, la coppia - credendo che la ragazza stia per entrare in travaglio - si reca in ospedale come suggerito in precedenza dal loro medico. Ben e Adrian decidono di non chiamare nessuno fino a quando non ne sapranno di più, ma la notizia che si trovano in ospedale si sparge comunque, facendo accorrere famigliari e amici venuti per condividere la gioiosa occasione. La coppia, però, apprende alcune notizie devastanti che cambieranno per sempre le loro vite e presto avranno bisogno di supporto dalle persone più vicine a loro.